# 深藍之吻
《深藍之吻》，為泰國GMM 25與LINE TV於2019年10月12日起播出的浪漫愛情喜劇，改編自Hideko Sunshine的原作小說。由得湾·米弘拉（Tay）及提迪蓬·德查阿派坤（New）領銜主演，並由蘇法空·斯里弗松（Pod）、蓋溫·卡斯奇（Gawin）及柴波爾·賈特馬特（AJ）聯合主演。
此劇由GMMTV製作，為電視劇《愛我你就親親我》及《愛我你再親親我》的續作。在2018年11月GMMTV的「Wonder Th13teen」新劇宣傳活動上公開先導預告片。其後，此劇於2019年10月在GMM 25電視台及LINE TV首播，同年12月終映。

## 劇情簡介
本作為《愛我你再親親我》的續集，Pete和Kao的關係變得越來越緊密。因Kao的妹妹正在外國升學，為了減輕母親的負擔，Kao在學餘時間兼職為高中學生補習以減輕家中負擔。而在Kao母親工作學校的校長，得悉Kao為不少學生補習後，亦要求Kao擔任其兒子Non的私人家教。Pete與Non早於一比賽時發生衝突，得悉Kao要為Non補習一事而感到不滿，而Non亦發現Pete對Kao的嫉妒加深。但Kao為了母親的工作著想，秘密地與Non進行補習。當Pete發現後，此事會如何影響著二人關係？
咖啡店老闆Sun，為了讓一直為自己帶來麻煩的弟弟Rain，及其朋友Mork的生活重新帶回正軌，提議Mork到自己的咖啡店工作。雖然二人衝突仍然不斷，但卻慢慢漸生情愫……

## 演員陣容
註：括號內的演員姓名為小名。

### 主要人物
- 得湾·米弘拉（Tay）飾演 Pete

Kao的男友，工程學院大三學生，富二代，極度愛著Kao，佔有慾強。
- 提迪蓬·德查阿派坤（New）飾演 Kao

Pete的男友，工程學院大三學生，接家教賺錢，害怕出櫃。
- 蘇法空·斯里弗松（Pod）飾演 Sun

咖啡廳店主。
- 蓋溫·卡斯奇（Fluke）飾演 Mork

Sun弟弟Rain的朋友。
- 柴波爾·賈特馬特（AJ）飾演 Non

Kao母親工作學校校長的兒子。

### 其他人物
- 普萊姆·蓬皮塞（英语：Pluem Pongpisal） 飾演 Rain
- 娜帕拉·吉拉威宋謄功（Mild）飾演 Sandee
- 吉拉迪·塔瓦翁（Mek）飾演 Thada
- 納查特·佳塔潘（Nicky）飾演 June
- 帕查彤·塔娜瓦（Ploy）飾演 Manow
- 拉芘莎拉·瑛特勒素（Apple）飾演 Kitty
- Krittaphat Chanthanaphot 飾演 Pete 父親
- Benja Singkharawat（Yangyi）飾演 Kao 母親
- Paramej Noiam 飾演 Non 父親

### 特別出演
- 塔納本·萬羅西力儂（Na) 飾演 Barista
- 柴·尼姆塔瓦特（Neo）飾演 Gord
- 普明·丹萨优（Phuwin）飾演 Morn
- Rachanun Mahawan（Film）飾演 Namwhan

## 外部連結
- GMMTV官方網站 （页面存档备份，存于）（泰文）
- MyDramaList 劇集介紹及劇評 （页面存档备份，存于）（英文）
- 豆瓣劇集介紹 （页面存档备份，存于）（中文）